# Corynoptera faculta
Corynoptera faculta is een muggensoort uit de familie van de rouwmuggen (Sciaridae). De wetenschappelijke naam van de soort is voor het eerst geldig gepubliceerd in 2006 door Rudzinski.